# Idiolychnus urolampus
Idiolychnus urolampus es una especie de pez linterna de la familia Myctophidae, del orden Myctophiformes. Es conocido por habitar el Océano Pacífico y el Índico. 
Esta especie crece hasta una longitud máxima de 11,0 centímetros (4,3 pulgadas).